# Liaison sextuple

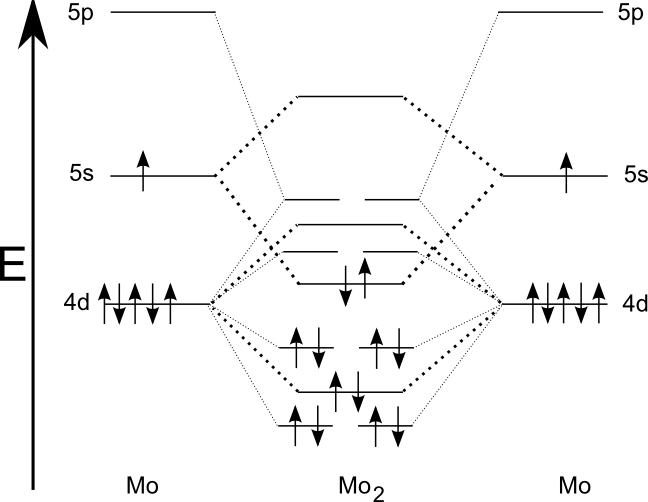
Diagramme d'orbitales moléculaires de la molécule de dimolybdène.

Une liaison sextuple est un type de liaison chimique entre deux atomes impliquant 12 électrons de valence et dont l'ordre de liaison est de 6. Les seules molécules connues possédant de vraies liaisons sextuples sont le molybdène diatomique Mo2 et le tungstène diatomique W2, molécules qui existent à l'état gazeux au-dessus de leur température d'ébullition respectivement de 4 639 °C et 5 930 °C. Il est quasiment certain qu'aucun élément chimique du tableau périodique des éléments de numéro atomique inférieur à 100 n'est susceptible de former des liaisons chimiques d'ordre supérieur à 6 entre ses atomes, mais la possibilité de liaisons d'ordre 6 entre atomes d'éléments différents demeure ouverte. Les liaisons entre systèmes hétéronucléaires ne présentent en effet pas nécessairement la même limite.
Le dimolybdène Mo2 peut être obtenu en phase gazeuse à basse température (7 K) par des techniques d'évaporation au laser d'une feuille de molybdène et observé par exemple par spectroscopie proche infrarouge ou spectroscopie ultraviolet-visible. Un état singulet est attendu pour le dimolybdène tout comme pour le dichrome. L'ordre de liaison plus élevé se traduit par une liaison plus courte, de seulement 194 pm. Un état fondamental singulet 1Σ+
g est également attendu pour le ditungstène W2. Cet état fondamental provient cependant de la combinaison de deux états 5D
0 fondamentaux ou de deux états 7S
3 excités du tungstène ; seul ce dernier correspond à la formation d'un dimère stable de ditungstène contenant une liaison sextuple. Le dimolybdène et le dichrome suivent un mécanisme semblable pour atteindre l'état fondamental le plus stable de leur dimère respectif.

## Effet des ligands sur les liaisons sextuples

### Ligand aromatique
L'extension du dimère métallique avec des molécules plus grosses peut permettre la formation de véritables liaisons sextuples. Les calculs sur les orbitales frontières du dirhénocène, par exemple, ont mis en évidence pour ce complexe de possibles géométries d'état singulet et d'état triplet. Bien que l'état triplet, plus stable, soit calculé avec un ordre de liaison égal à 5, l'état singulet, moins stable, devrait former une liaison sextuple avec une distance internucléaire Re–Re plus faible. On a calculé que, parmi les trois géométries prédites pour les dimétallocènes, une géométrie coudée contribuerait à une liaison sextuple.
Les composés sandwich comme Cr2(C6H6)2, Mo2(C6H6)2 et W2(C6H6)2 sont candidats pour comporter des liaisons sextuples intermétalliques. Dans les états triplets de symétries D6h et D6d, l'analyse des orbitales moléculaires liantes pour ces trois composés permet d'envisager la possibilité d'une liaison sextuple entre les atomes métalliques. Les calculs par chimie quantique révèlent cependant que la géométrie D2h de l'état singulet qui résulte de la distorsion Jahn-Teller de la géométrie D6h de l'état triplet est bien plus stable que l'état triplet lui-même. Dans le sandwich bis(benzène)chrome, l'état triplet se situe 39 kcal/mol au-dessus de l'état singulet d'ordre de liaison inférieur alors qu'il se situe 19 kcal/mol au-dessus de l'état singulet du sandwich au molybdène et à 3 kcal/mol au-dessus de l'état singulet du sandwich au tungstène. Dans les complexes sandwich, un état triplet conduirait à des liaisons Cr–C très longues, de sorte que la force de l'association ligand–métal est plus importante que la force de l'association métal–métal.

### Ligand oxygène
Les analyses par chimie quantique ont montré que la liaison sextuple du dimère de tungstène W2 devait s'affaiblir avec l'augmentation de l'état d'oxydation. La conversion par addition de ligands oxo supplémentaires, de la molécule W2 en complexes W2On, où 1 ≤ n ≤ 6, perturbe la liaison sextuple et conduit à un ordre de liaison inférieur. Les liaisons δ, les plus faibles, se rompent en premier et donnent du W2O quadruplement lié qui, sous l'effet d'une oxydation supplémentaire, donne un complexe ditungstène avec deux ligands oxo pontants et plus aucune liaison W–W directe. Un état d'oxydation plus élevé s'accompagne d'une plus faible énergie de dissociation de la liaison sextuple et d'une énergie de liaison des électrons des ligands oxo plus élevée.

### Ligand halogène
L'halogénation du dimolybdène Mo2 et du ditungstène W2 avec le trifluoroiodométhane (en) CF3I forme des complexes de bis(trifluoroiodométhano)dimolybdène et de ditungstène dont les liaisons ont un comportement paradoxal. Le ditungstène et le dimolybdène sont des dimères unis par des liaisons très courtes lorsqu'on les compare à ceux formés par les métaux voisins dans le tableau périodique, précisément parce qu'il s'agit de vraies liaisons sextuples. L'énergie de dissociation de ces liaisons est cependant plutôt faible. L'halogénation du dimolybdène par le trifluoroiodométhane réduit l'ordre de liaison et allonge la liaison Mo–Mo tandis que la même opération sur le ditungstène réduit l'ordre de liaison et raccourcit la liaison W–W. La longueur très faible de la liaison du dimolybdène fait que l'orbitale 5s du molybdène engagée dans une liaison σ présente un caractère légèrement plus répulsif qu'attendu en raison d'un encombrement de la densité électronique à proximité de la géométrie d'équilibre du dimère, ce qui réduit l'énergie de dissociation de la liaison. L'orbitale 6s du tungstène ne présente pas de caractère répulsif à la distance d'équilibre W–W. Le trifluoroiodométhane, bien connu comme accepteur d'électrons, absorbe une partie de la densité électronique de la liaison sextuple, ce qui réduit l'ordre de la liaison ainsi que la répulsion électronique. La réduction de la densité électronique répulsive se traduit par un reforcement de la liaison Mo–Mo de 5,34 kcal/mol et un affaiblissement de la liaison W–W de 4,60 kcal/mol, ce qui correspond à un raccourcissement de la liaison du dimolybdène et à un allongement de la liaison du ditungstène.